# Tabanus discrepans
Tabanus discrepans är en tvåvingeart som beskrevs av Ricardo 1911. Tabanus discrepans ingår i släktet Tabanus och familjen bromsar.
Artens utbredningsområde är Sri Lanka. Inga underarter finns listade i Catalogue of Life.